# هنری: تصویر یک قاتل زنجیره‌ای
هنری: تصویر یک قاتل زنجیره‌ای (انگلیسی: Henry: Portrait of a Serial Killer) فیلمی در ژانر تریلر روانشناسانه، ترسناک، جنایی و درام به کارگردانی جان مک‌ناتن است که در سال ۱۹۹۰ منتشر شد. از بازیگران آن می‌توان به مایکل روکر، تام تولس و تریسی آرنولد اشاره کرد. داستان فیلم کمابیش بر اساس زندگی هنری لی لوکاس و اوتیس تول قاتلان زنجیره‌ای آمریکایی می‌باشد.